# Manolo Caracol

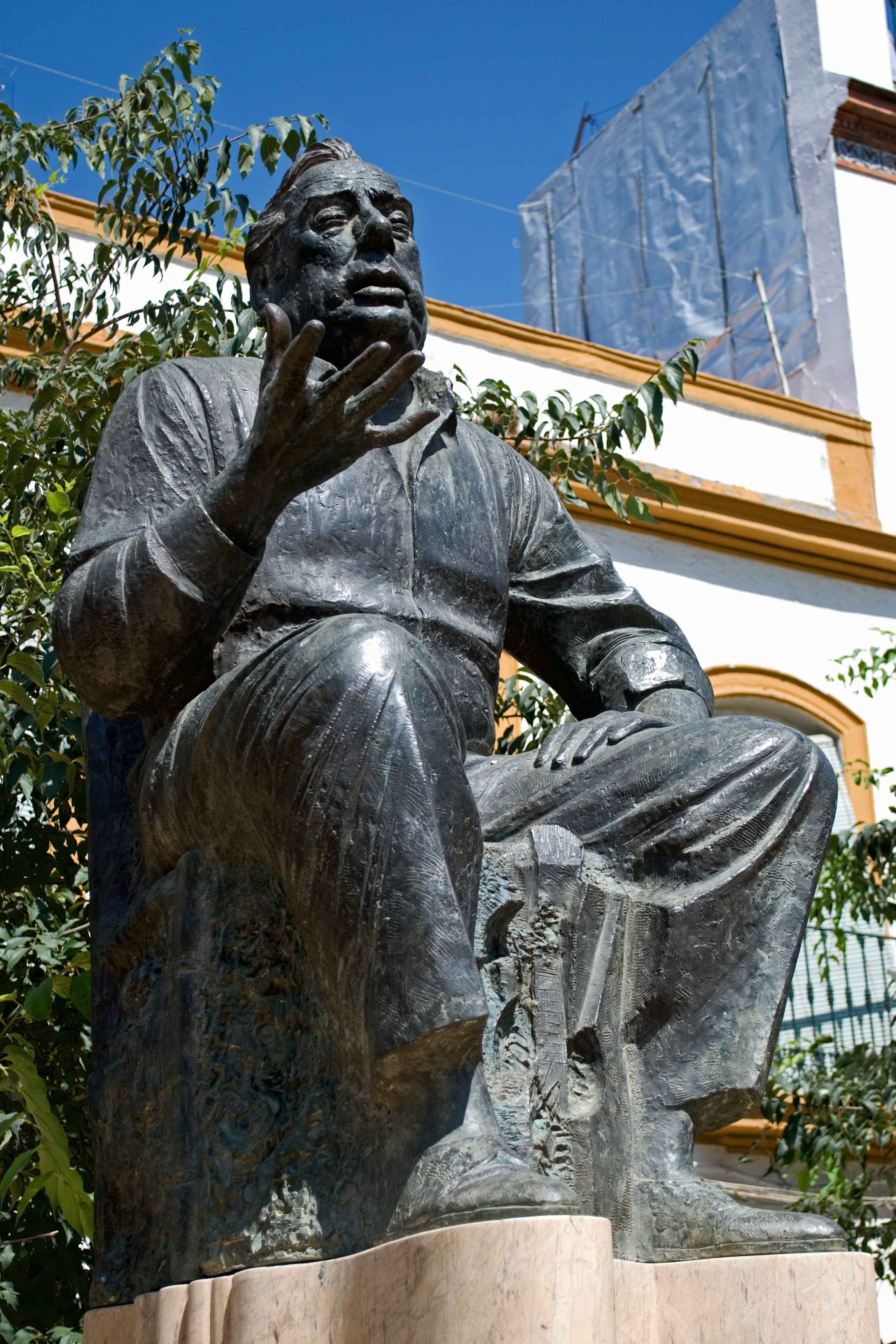
Statue von Manolo Caracol in Sevilla

Manuel Ortega Juárez, bekannt als Manolo Caracol (* 9. Juli 1909 in Sevilla, Spanien; † 24. Februar 1973 in Madrid, Spanien), war ein spanischer Flamencosänger. Er entstammte einer langen Tradition von Flamencokünstlern der Roma, wie Enrique Ortega und Curro Dulce.
Im Jahr 1922 gewann Manuel Ortega Juárez zusammen mit „El Tenazas“ (Diego Bermúdez Cala; † 1933) den ersten Preis des Concurso de Cante Jondo de Granada, der von Manuel de Falla und Federico García Lorca ausgerichtet wurde. Hierzu hatte Antonio Chacón, der auch Jury-Vorsitzender war, den Vater des jungen Nachwuchskünstlers gebeten diesen mitmachen zu lassen. Am Anfang seiner damit beginnenden Karriere nannte er sich noch „El Niño de Caracol“ und sang mit Diego Bermúdez drei Nächte am Theater Reina Victoria in Sevilla, am 7. Juli 1922 mit dem Bermúdez und Antonio Chacón sowie dem Gitarristen Ramon Montoya in Cádiz. In der Hauptstadt Madrid gab er am 3. August 1922 sein erstes Konzert. Mit 16 Jahren trat Caracol im Teatro Pavón in Sevilla (mit Berühmtheiten wie Pepe Marchena, El Cojo de Málaga und La Niña de los Peines) auf.
Während des spanischen Bürgerkriegs (1936–1939) startete Manolo Caracol eine Tournee mit einer Theatergruppe, da es durch den Krieg schwierig war, private Veranstaltungen zu finden. Eine in dieser Zeit gebräuchliche Art der Darbietung, die Ópera Flamenca, war eine Aufführung von alltäglichen Liebesgeschichten aus Andalusien oder aus dem Umfeld der Gitanos. Diese theatralischen Stücke waren eine Mischung von bekannten spanischen Liedern, den Coplas andaluzas oder Canciónes españoles.
Caracol selbst entwickelte eine Art Singspiel, das spanische Alltagsszenen darstellt, und nannte deren Aufführungen estampas escenificadas, zu denen das andalusische Autorentrio Antonio Quintero (Dialoge), Rafael de León (Liedtexte) und Manuel López-Quiroga (Musikkomposition) wesentlich beitrug. Die Künstler und Komponisten machten dazu Anleihen bei der copla, einer populären spanischen Liedform.
Im Jahr 1943 traf er die grazile Tänzerin Dolores Flores Ruiz, genannt Lola Flores, mit der er eine berufliche und private Verbindung einging. Sie wurden das bekannteste Künstler-Paar in den 1940er Jahren in Spanien und in einigen Ländern Lateinamerikas. Aus dieser Zeit stammen seine bekanntesten Lieder, wie La salvaora und La niña de fuego. Er spielte auch Rollen in verschiedenen Filmen wie Un caballero famoso (1942), Embrujo (1946), Jack el Negro (1950) and La niña de la venta (1950).
Nachdem Lola Flores sich 1951 von Caracol getrennt hatte, sang er für Pacita Tomás und Tona Radeli. Zudem arbeitete er wieder mit Quintero, León und Quiroga zusammen und setzte mit diesen die estampas escenificadas fort, wobei seine Tochter Luisa an die Stelle von Lola Flores trat. Mit seinen Kindern tourte Caracol ab 1957 durch Lateinamerika. Im Jahr 1958 erschien seine Doppel-LP Una historia del cante. Er kehrte 1962 nach Spanien zurück und veröffentlichte La Copla ha vuelta („Das Lied ist zurück“). Im selben Jahr wurde er von dem renommierten Madrider Flamencolokal (im Spanischen tablao genannt) Torres Bermejas als erster Sänger engagiert. Ein Jahr spätere gründete er sein eigenes tablao, das berühmte Los Canasteros.
Manche Puristen der Flamenco-Gemeinde kritisierten Manolo Caracol als Sänger der Coplas andaluzas, die zu singen als unechter Stil betrachtet wurde, sowie wegen Formfehlern seiner Darbietungen. Trotzdem wurde er als einer der Sänger gesehen, die Duende (beim Flamenco benutzter Ausdruck für Inspiration) präsentieren. Er hatte eine tiefe, raue und warme Stimme und sang die Flamenco-Lieder mit Leidenschaft, Originalität und einer persönlichen Note. Er beherrschte verschiedene Flamenco-Stile wie Martinete, Seguiriya, Soleá, Malagueña (speziell den Stil von el Mellizo), Bulería und Fandango. Besonders seine Darbietungen von Fandangos waren so persönlich, dass sie als Fandangos Caracoleros bekannt wurden.
Seine letzte Schallplattenaufnahme, die Antologia de despedida, machte er Ende 1972. Manolo Caracol starb 1973 auf dem Weg zu seinem Tablao bei einem Verkehrsunfall in Madrid, wobei sein Wagen von einer starken Windböe erfasst worden und von der Straße gerissen wurde.

## Deutschsprachige Literatur
- Kersten Knipp: Flamenco. Suhrkamp, Frankfurt am Main 2006, ISBN 3-518-45824-8, S. 134–138 und 164–170.